# Lethaia
Lethaia és una revista científica revisada per experts sobre paleontologia i estratigrafia. Surt amb una periodicitat trimestral. Publicada originalment per la Comissió Internacional d'Estratigrafia, avui en dia és publicada per Wiley-Blackwell en nom de la Lethaia Foundation. És una publicació oficial de l'Associació Paleontològica Internacional i la Comissió Internacional d'Estratigrafia. El 2016/17 tenia un índex d'impacte de 2,281.